# Сивучий Камень (остров)
Сивучий Камень — кекур, входящий в архипелаг Командорские острова. Находится вблизи северо-западного побережья острова Медный, в 0,1 км от берега. Представляет собой узкий скалистый гребень 160 м длиной, расположенный напротив мыса Сивучий, перпендикулярно береговой линии.
Незаселён.

## Топографические карты
- Лист карты N-58-47 м. Непроходим. Масштаб: 1 : 100 000. Состояние местности на 1986 год. Издание 1988 г.